# Каргопольский 5-й драгунский полк

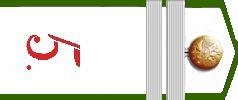
Погон младшего унтер-офицера образца 1912 года

Каргопольский 5-й драгунский полк — армейский кавалерийский полк Русской императорской армии.
Старшинство — 7 мая 1707 года.
Полковой праздник: — Св. Троица.

## Места дислокации
1771 — Венденский уезд, Мариенбург. Полк входил в состав Лифляндской дивизии.
1820 — Бирюч Воронежской губернии. Полк входил в состав 1-й Драгунской дивизии.
1865—1912 — Конин Калишской губернии.
1912—1918 — Казань.

## Формирование полка
По именному Высочайшему указу от 20 мая 1706 года на имя начальника Монастырского приказа боярина Ивана Алексеевича Мусина-Пушкина к началу сентября 1706 года набран в Москве из монастырских разночинцев драгунский полк 10-ротного состава. К 7 мая 1707 года полк, окончательно сформированный и посаженный на лошадей, наименован Драгунским начальника Монастырского приказа боярина Ивана Алексеевича Мусина-Пушкина полком. В том же 1707 году полку присвоена униформа: зелёные кафтаны с красными обшлагами.
Драгунский Каргопольский полк сочинен в полном комплекте в 707-м году в мае месяце, набору людей, лошадьми, ружьем и всякою амунициею из Монастырского приказу, командою боярина Ивана Алексеевича Мусина-Пушкина.
Да к нему из армии прислан подполковник Иван Васильев сын Болтин, и управлял за полковника по 708 год февраля по 8 число, а с того числа был прислан полковник иноземец Марель Декаргер, а был по 709-й год апреля по 11 число, и отпущен во отечество свое. А после его и доныне во оном же полку полковник Иван Болтин.
Да с ним же, подполковником, прислано из армии в Москву майор и обер- офицеры... Унтер-офицеры, драгуны и нестроевые домов патриарша и митропольих и монастырских слуг и конюхов и из крестьянства помянутых властей, и есть некоторая малая часть и из недорослей из шляхетства.
В момент формировании полк насчитывал 10 рот, в них 16 офицеров, 1111 нижних чинов, 1068 драгунских и 113 подъемных лошадей.
10 марта 1708 года назван Каргопольским.
23 января 1709 года гренадерская рота была выделена на формирование драгунского гренадерского полковника Христофора Христофоровича фон дер Роппа полка. В 1711 году был приведён в состав 10 драгунских рот с размещением в Московской губернии. 10 мая 1725 года гренадерская рота возвращена из драгунского полковника Христофора Христофоровича фон дер Роппа полка, взамен выделена в этот же полк 9-я драгунская рота. В 1724 году «вечные квартиры» полку определены в Тульской провинции. В 1725 году — в год смерти Петра I — летом полк был расположен князем Репниным на квартирах между Псковом и Ригой, со штабом в последней. С 1723 по 1728 год полк «был на форпостах в Рижской и Псковской губерниях».

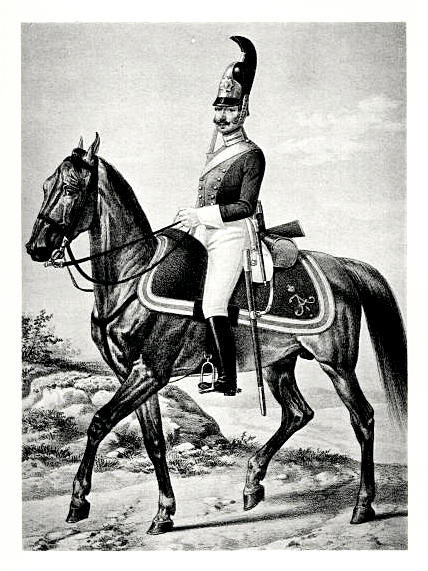
Рядовой каргопольского драгунского полка, 1816—1817 гг. (рисунок из «Военной энциклопедии»)

16 февраля 1727 года переименован во 2-й Тульский драгунский полк, а 13 ноября того же года — в Каргопольский драгунский полк.
28 октября 1731 года приведён в состав 10 драгунских рот, для чего гренадеры распределены по 10 человек в драгунские роты.
30 марта 1756 года переформирован в Каргопольский конно-гренадерский полк 5-эскадронного состава.
19 февраля 1762 года переформирован в Каргопольский кирасирский полк.
25 апреля 1762 года переформирован в Кирасирский генерал-майора фон Берга полк.
5 июля 1762 года переформирован в Каргопольский конно-гренадерский полк.
14 января 1763 года переформирован в Каргопольский карабинерный полк.
На 1771 год непременные квартиры полку, находившемуся в составе Лифляндской дивизии, определены в Венденском уезде в Мариенбурге.
24 октября 1775 года приведён в состав 6 эскадронов с присоединением эскадрона расформированного Новгородского карабинерного полка.
29 ноября 1796 года переформирован в Каргопольский драгунский полк и приведён в состав 5 эскадронов. 31 октября 1798 переименован в драгунский генерал-майора Гудовича 6-го полк.
18 сентября 1800 года переименован в драгунский генерал-майора графа Палена 3-го полк.
20 марта 1801 года переименован в драгунский генерал-майора барона Меллера-Закомельского полк.
29 марта 1801 года переименован в Каргопольский драгунский полк.
16 мая 1803 года выделен эскадрон на формирование 2-го конно-артиллерийского батальона: 7-й и 15-й конно-артиллерийских батарей, — взамен сформирован новый. 17 декабря 1803 года учреждён запасный полуэскадрон.
13 июня 1806 года выделен эскадрон на формирование Финляндского драгунского полка. Взамен сформирован новый эскадрон.
8 ноября 1810 года запасный полуэскадрон упразднён.
12 октября 1811 года выделены чины на формирование Новгородского кирасирского полка.
27 декабря 1812 года приведён в состав 6 действующих и одного запасного эскадронов.
7 мая 1815 года присоединена на усиление часть Московского казачьего графа Дмитриева-Мамонова полка.
20 декабря 1828 года на гербы и пуговицы присвоен № 2. 18 октября 1829 года вместо запасного эскадрона образован пеший резерв. 21 марта 1833 года к полку присоединены 3-й и 4-й эскадроны и пеший резерв Черниговского конно-егерского полка, 5-й эскадрон Татарского уланского полка и половина пешего резерва Польского уланского полка. Приведён в состав 10 действующих и одного резервного эскадронов. 30 августа 1834 года в запасных войсках учреждён запасный полуэскадрон № 46. 23 марта 1835 года резервный эскадрон упразднён, и взамен причислен с переименованием в резервный 3-й действующий эскадрон Астраханского кирасирского полка. 4 апреля 1836 года запасному полуэскадрону присвоен № 42. 23 декабря 1841 года резервный эскадрон упразднён. 25 января 1842 года повелено иметь для полка в запасных войсках из бессрочноотпускных резервный и запасный эскадроны.
9 сентября 1842 года переименован в Драгунский Его Императорского Высочества Великого Князя Константина Николаевича полк. 18 декабря 1848 года от полка учреждены резервный и запасный кадры. 27 октября 1852 года учреждён кадр для 2-го резервного эскадрона.
26 июня 1856 года — полк приведён в состав 8 действующих и 2 резервных эскадронов; 18 сентября 1856 года — первая половина полка приведена в состав 4 действующих и 2 резервных эскадронов. Этой половине присвоен на гербы и пуговицы № 5. Из 5-го, 6-го, 7-го, 8-го и 10-го эскадронов сформирован 54-й Новомиргородский драгунский полк. 19 марта 1857 года — Каргопольский драгунский Его Императорского Высочества Великого Князя Константина Николаевича полк. 19 октября 1863 года — резервные эскадроны отделены в состав особой резервной кавалерийской бригады. 29 декабря 1863 года — 6-й резервный эскадрон упразднён. В составе 3-й резервный кавалерийской бригады оставлен один эскадрон — резервный эскадрон Каргопольского драгунского Его Императорского Высочества Великого Князя Константина Николаевича полка. 25 марта 1864 года — 5-й драгунский Каргопольский Его Императорского Высочества Великого Князя Константина Николаевича полк; 27 июля 1875 года — резервный эскадрон переименован в запасный эскадрон.
18 августа 1882 года — 13-й драгунский Каргопольский Его Императорского Высочества Великого Князя Константина Николаевича полк. 11 августа 1883 года — полк приведён в шестиэскадронный состав. Запасный эскадрон обращён в отделение кадра № 5 кавалерийского запаса. 16 июля 1891 года — выделен эскадрон на формирование 47-го драгунского Татарского полка, взамен сформирован новый эскадрон. 18 января 1892 года — 13-й драгунский Каргопольский полк. 4 декабря 1901 года — выделен взвод на формирование 55-го драгунского Финляндского полка, взамен сформирован новый взвод.
6 декабря 1907 года — Каргопольский 5-й драгунский полк.
В феврале 1917 года переформирован на четырёхэскадронный кадр.

## Участие в боевых действиях

### Северная война
Боевым крещением полка стало участие в битве при Лесной под общим командованием самого Петра Великого. Отряд генерала Баура, в котором находился полк, успел попасть на поле сражения к 17 часам — и сыграл решающую роль в поражении сил А. Левенгаупта.
В Полтавской баталии Каргопольский драгунский полк под командованием полковника Ивана Болтина находился в «дивизии» генерала И. Гейнскина в числе 17 драгунских полков корпуса князя А. Меншикова, который с рассветом — около 2 часов ночи — встретил первую атаку шведской кавалерии на линии русских редутов. В упорном двухчасовом бою драгуны корпуса захватили 14 знамён и штандартов шведской кавалерии, а драгуны Гейнскина также рассеяли и пленили колонну генерала К. Рооса.
При открытии в 9 часов утра генерального сражения остатки драгун корпуса успешно контратаковали во фланг кавалерию К. Крейца, в рядах которой находился сам Карл XII. По разгроме шведов каргопольские драгуны в числе нескольких других полков преследовали бегущего противника до Переволочны
Из-под Полтавы полк в составе передового отряда Боура отправился под Ригу, где с 5 октября 1709 года принимал участие в блокаде города до его капитуляции 4 июля 1710 года.
В 1720 году полк охранял Балтийское побережье в районе Риги, именным указом царя от 1 мая 2 роты полка из 10 были направлены «для скорости» к Ревелю с той же целью.

### Война за польское наследство 1733—1735 годов
Во время осады Данцига в апреле 1734 года главнокомандующий граф Б. Миних послал отряд конницы во главе с Петром Ласси, в который входили каргопольские драгуны, на перехват польского корпуса под командованием Тарло, шедшего вдоль границ Померании к морю на соединение с выдвинувшимися из Франции вспомогательными войсками. Во время боя у Висичина рижский и каргопольский драгунские полки действовали в пешем строю, изображая, в соответствии с замыслом Ласси, наличие у русских пехоты.

### Русско-турецкая война 1735—1739 годов
В этой войне полк находился в Крымской армии Б. Миниха, по крайней мере в кампаниях 1736—1737 годов, что следует из приказов Миниха о постройке понтонной переправы через речку Карачекрак от 27 августа 1736 года, и об обучении ландмилицейских полков правильному отданию чести от 5 июня 1737. По расписанию армии Миниха от 5 августа 1737 года полк находился во 2-й дивизии генерал-лейтенанта Г. Бирона.

### Семилетняя война
В Семилетней войне Каргопольский конно-гренадерский полк находился в корпусе Фермора, участвуя в осаде и взятии Мемеля, взятии Кёнигсберга — где особенно отличился, осаде Кюстрина, сражениях при Цорндорфе — где противостоял кавалерии Зейдлица, и — при Кунерсдорфе.

### Русско-турецкая война 1769—1774 годов и борьба с Барской конфедерацией
19 (29) апреля 1769 года Каргопольский карабинерный полк в составе отряда генерал-майора Измайлова принял участие в Хотинском сражении Русско-турецкой войны 1769—1774 годов, и — вслед за тем — в первой фазе осады Хотина. Впоследствии полк отправлен в распоряжение генерал-майора Кречетникова.
В начальный период действия Барской конфедерации по приказу генерал-майора Кречетникова отрядом каргопольских карабинеров и донских казаков под командованием поручика полка Кологривова были захвачены руководители антипольского восстания гайдамаков Железняк и Гонта, о чём 27 июня 1768 года командир Каргопольского карабинерного полка полковник Гурьев доносил Кречетникову так:
Получен рапорт от полковника Гурьева, что он, прибыв под местечко Гумань, нашел лагерь грабителей, к коим послал поручика Кологривова, с тем чтобы они отдались; но оные, не допустив его до себя, стали стрелять, почему он, увидя их сопротивление, тотчас атаковал и, не дав им оправиться, взял, коих нашлось: наших запорожцев 65 да здешних разных Козаков 780 человек, и при них взято 14 пушек и великое число ружей и протчего, и до тысячи лошадей...
Во время боевых действий против самих сторонников Барской конфедерации Каргопольский карабинерный полк несколько раз отличился в делах: полуэскадрон полка под командованием ротмистра графа Кастелли — под Ореховом, причём Кастелли был отмечен Суворовым в донесении как особо отличившийся. На следующий день основные силы полка под командованием полковника Карла фон Рённе обнаружили и уничтожили под Ломжами колонну конфедератов, отступавших из-под Орехова через Влодаву. В русских источниках этот бой получил известность как бой при Влодаве.
За бой при Добре 12 (22) января 1770 года командир полка — полковник Карл фон Рённе — был удостоен кавалерии ордена св. Георгия III-й степени под номером 2, а премьер-майор полка Паткуль — св. Георгия IV-й степени под номером 1.
Так же орденом IV-й степени был отмечен и принявший полк от Рённе в 1774 году полковник Моисей Ланг, на этот раз — за отличие полка при Радоме 19 (29) сентября 1771 года, когда Ланг догнал, атаковал и совершенно разбил отряд Казимира Пулавского.
Под командованием Суворова карабинеры полка отличились также в битве при Лянцкороне, при монастыре Тынец и — в боях при осаде Краковского замка.
В кампанию 1774 года полк возвращён в армию графа Румянцева, действовавшую против турок, и причислен к войскам Главной квартиры.

### Русско-турецкая война 1788—1791 годов
В кампанию 1790 года 30 сентября (10 октября) в составе отряда генерала Германа полк участвовал в разгроме Батал-паши на берегу реки Кубань. Бригадир Беервиц, командовавший в этом бою колонной егерей, отметил среди отличившихся бывшего при нём за дежурного Каргопольского карабинерного полка аудитора Карабельщикова, а командир правой кавалерийской колонны полковник Буткевич — среди прочих, 
Каргапольского — ротмистра Ливена, поручиков Одинца, Гаудринга, Семенцова, Коробова, корнетов Новикова и Чернопятова
Русским отрядом взято было 30 орудий, сам сераскир Батал-паша — захвачен в плен.

### Наполеоновские войны
В Наполеоновских войнах полк большей частью находился в составе корпусов князя Багратиона, Милорадовича и барона Корфа под командованием генерал-майоров Фёдора Ивановича Меллер-Закомельского и Ивана Лаврентьевича Поля. Каргопольцы — так или иначе — участвовали во всех кампаниях Наполеоновских войн: от Итальянского похода Суворова — до окончательного разгрома и удаления Наполеона Бонапарта от власти во время «Ста дней». Ниже представлены лишь наиболее значимые для полка события тех 15 лет:

#### Война Четвёртой коалиции
В кампанию 1806—1807 гг. Каргопольский драгунский полк находился во 2-й графа Остермана дивизии в кавалерийской бригаде генерал-майора Кожина, осуществляя заградительные действия. Полк был в сражениях при Пултуске и Прейсиш-Эйлау.
В битве при Пултуске каргопольцы отличились в авангардных боях, предшествовавших сражению. По приказу Беннигсена лейб-кирасиры Кожина и 2 эскадрона каргопольских драгун, командовать которыми Фёдор Меллер-Закомельский назначил майора Сталя, первыми пришли на выручку оборонявшему Пултуск отряду Багговута, атаковав неприятельскую пехотную колонну численностью 3-4 тысячи человек. Колонна была разбита и рассеяна, 300 французов взяты в плен.
В первый день битвы у Прейсиш-Эйлау каргопольские драгуны в составе сводного кавалерийского отряда контратаковали корпус Ожеро по льду озера Тенкниттен, опрокинув авангардную колонну французской кавалерии — 7-й и 20-й конно-егерские полки из бригады лёгкой кавалерии Дюронеля. Беннигсен доносил Государю:
Лейб-Кирасирский Вашего Величества, Ингерманландский и Каргопольский драгунские полки и Елисаветградский гусарский врубились в неприятельскую кавалерию, вознамерившуюся обойти нас с фланга, и много оной побили.
За действия Каргопольского драгунского полка 7 и 8 февраля 1807 года шеф полка барон Меллер-Закомельский был удостоен ордена св. Владимира III-й степени.

#### Отечественная война 1812 года
Когда в ожидании предстоявшего вторжения Наполеона на западной границе Российской империи были созданы три армии, Каргопольский полк 4 февраля 1811 года поступил в 1-ю Западную армию Барклая-де-Толли — формально во 2-й резервный кавалерийский корпус барона Корфа под начальство командира 2-й бригады генерал-майора Панчулидзева 2-го. В той же бригаде состояли Ингерманландский драгунский и Польский уланский полки.
При вторжении Наполеона в Россию полк участвовал в заградительных действиях арьергарда 1-й армии при Новых Троках, на улицах Вильны, и в её пригороде Антоколь. По сборе 1-й армии в Дрисском лагере полк по расписанию находился в конвое Главной квартиры. 1 июля 1812 года начальник Главного Штаба 1-й армии генерал-майор Ермолов в своём приказе № 53 в частности писал:
По повелению главнокомандующего армией г. ген. от инф. воен. мин. и кав. Барклая де-Толли предписывается:
Находящимся в конвое главной квартиры полкам Каргопольскому драгунскому и 2-му Бугскому казачьему, также и 2-му сводному гренадерск. батальону 11-й пех. дивизии производить двойное жалованье и носить им на касках и шапках зеленые ветви. <..>

Начальник Гл. Шт. ген.-м. Ермолов
Таким образом, полк в делах, предшествовавших Бородинскому сражению, практически не участвовал.
Во время Бородинской битвы Каргопольский полк по-прежнему находился в конвое главной квартиры: 4 эскадрона каргопольских драгун под командованием своего шефа Поля во время сражения охраняли особы командующего армией и главнокомандующего, а их командир — майор Сталь — исправлял дела генерал-вагенмейстера 1-й Западной армии. Тем не менее за участие в Бородинском сражении в Каргопольском драгунском полку был награждён один офицер — в день битвы он состоял дежурным адъютантом при главнокомандующем, развозя приказы Кутузова по полю сражения.
После отступления из Можайского лагеря и оставления Москвы полк, формально оставаясь в составе 2-го резервного кавалерийского корпуса, нёс службу при главной квартире до 2 октября, когда приказом главнокомандующего был сменён:
<...> Каргопольский драгунский полк, находящийся ныне в конвое при главной квартире, предписываю сменить другим. Оного ж полка шефу г. полковнику Полю изъявляю благодарность за исправность, какая сохранилась во всех отношениях по обязанностям, на него возлагаемым, равно г.г. штаб- и обер-офицерам за неусыпное усердие, с каковыми отправляли они поручении в препровождении раненых с мест сражения, конвои[ро]вания транспортов среди самых опасностей. <...>

Князь Г[оленищев]-Кутузов

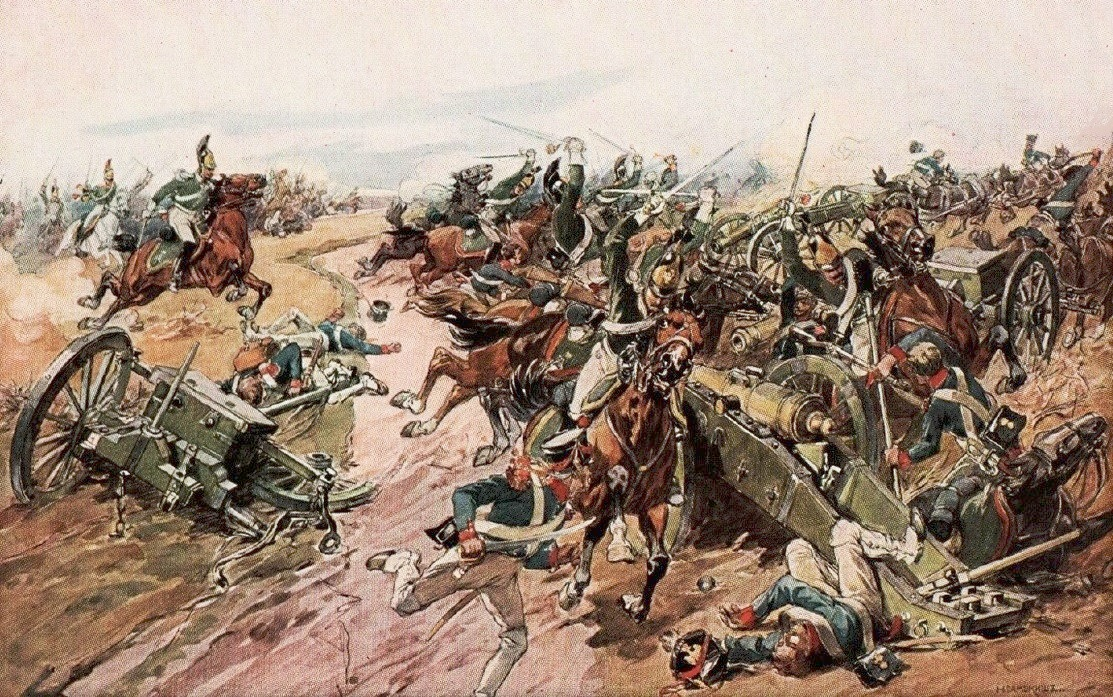
Атака Каргопольского Драгунского полка на французскую артиллерию (картина Н. С. Самокиша)

7 октября корпус барона Корфа вошёл в состав авангарда Милорадовича.
22 октября Милорадович догнал французов близ Вязьмы и вступил с ними в сражение. Во время боя он приказал каргопольцам атаковать одну французскую колонну. Пока полк по причине чрезмерной усталости лошадей медленно перебирался через рвы, его шеф Поль далеко опередил своих подчинённых и оказался под огнём всей неприятельской колонны. Лошадь под ним была убита, но сам он остался невредим. Когда полк, наконец, перешёл в атаку, французы, не выдержав, сложили оружие. Как писал об этом генерал Ермолов, сам бывший свидетелем сражения:
Одну из ея [неприятельской кавалерии] колонн храбро атаковал и опрокинул Каргопольский драгунский полк.
4 ноября Милорадович атаковал у Красного фланг французской армии, где находились части Мюрата. Во время боя каргопольцы захватили 4-орудийную батарею и вместе с двумя эскадронами псковских драгун уничтожили полк французских кирасир. Во время атаки 15-й французской дивизии на 26-ю дивизию Паскевича каргопольцы и московцы были направлены на правый фланг атакованного участка для произведения контратаки. Шеф полка за отличие был награждён орденом св. Георгия III-й степени. 30 ноября 1812 года за участие в Отечественной войне 19 нижних чинов полка были представлены к награждению Знаком отличия Военного ордена, из них четверо уже были кавалерами того же Знака.

#### Заграничные походы 1813—1815 годов
Во время бегства Великой Армии из России полк преследовал неприятеля до Немана и 1 января 1813 года перешёл за границу. Постоянно находясь в корпусе Милорадовича, он участвовал с ним в апреле и мае во многих сражениях: под Дрезденом, Бишофсверде, Бауценом, Рейхенбахом, Герлицем, Лебау и Яуром.
После заключения Пойшвицкого перемирия полк вошёл в состав корпуса графа Ланжерона Силезской армии Блюхера. По окончании перемирия за отличие в сражении при Кацбахе 26 августа полк был награждён георгиевскими серебряными трубами. 27 — 29 августа, под Лебау воевал против польского корпуса князя Понятовского, а с 1 по 3 сентября — при селении Нидер-Пуцке, где неоднократно ходил в атаку, за что Иван Поль получил вторично Владимирский крест III-й степени и прусский орден Красного Орла II-й степени.
В период с 4 по 7 октября участвовал в сражениях под Лейпцигом и был награждён монаршим благоволением. Преследуя остатки разбитой наполеоновской армии, переправился через Рейн во второй половине декабря и большую часть января 1814 года пробыл под крепостью Майнцем. В феврале ему приказано было идти от берегов Рейна на соединение с корпусом графа Ланжерона.
18 февраля (1 марта) полк, совместно с Новороссийским драгунским, прикрывал отступление егерей и артиллерии авангарда Корфа после заградительного боя у Нельи через Уркский канал. Полки были выдвинуты вперёд и около двух часов находились в конном строю под сосредоточенным огнём французской артиллерии, прикрывая собою узкое дефиле, через которое отступали егеря, периодически контратакуя цепь французских стрелков.
13 (25) марта, в знаменитом сражении под Фер-Шампенуазом Каргопольский драгунский полк обошёл вместе с Черниговским драгунским и двумя казачьими полками правое крыло неприятеля, атаковал его, захватил огромный обоз и взял в плен прикрывавший обоз батальон французов.
После того каргопольские и новороссийские драгуны понеслись на глазах императора Александра на одну французскую колонну, но она, не дождавшись нападения, сложила оружие.<...> За этот подвиг Государь тут же удостоил Новороссийский и Каргопольский полки личным выражением своей благодарности.
Поль за Фер-Шампенуазское сражение награждён был Анненской лентой, а командир полка майор Сталь был произведён в подполковники и награждён орденом св. Георгия IV-й степени.
Во время Битвы под Парижем 18 марта полк находился в отдельном отряде генерала Эмануэля, действовавшего у Нельи.

### Русско-турецкая война 1828—1829 годов
12 сентября 1828 года, находясь в передовом отряде русской армии генерал-майора барона Гейсмара, 2 эскадрона каргопольских драгун под командованием подполковника фон Лешерна контр-атаковали и опрокинули кавалерию видинского сераскира Ибрагима-паши, как и при Фер-Шампенуазе — совместно с новороссийскими драгунами, обеспечив победу русским войскам в дневной части сражения при селении Боелешти в Малой Валахии. В деле при Боелешти турки имели 6-кратное превосходство в живой силе, и 2-кратное — в количестве артиллерийских орудий. Победа отряда Гейсмара обеспечила безопасность русской армии и всей Малой Валахии. Полк по этому случаю пожалован был знаками на головные уборы с надписью: «За отличие», командир полка полковник Глазенап 4-й — орденом Св. Анны II-й степени, подполковник фон Лешерн — орденом Св. Анны II-й степени с производством в полковники, а сам барон Гейсмар — генерал-лейтенантом армии и генерал-адъютантом Е. И. В.

### Польское восстание 1830 года
В 1830 году Каргопольский драгунский полк принял участие в подавлении польского восстания в составе авангарда корпуса Ридигера. За отличия полка при Боремеле, Люлинской корчме и при Будзиске командир полка полковник Эмме 2-й был награждён орденом св. Анны 2-й степени. 10 июля 1831 года авангард поступил под командование генерал-лейтенанта барона Гейсмара, под общим командованием которого полк успешно действовал в прошедшей русско-турецкой войне. Своими активными действиями авангард вскоре нанёс поражение отдельным польским отрядам и, не давая им соединиться, принудил их искать спасения в Краковском и Сандомирском воеводствах, причём прервал всякое сношение с Краковом, составлявшим в то время главный центр восстания, и тем самым лишил мятежников необходимых им средств к продолжению военных действий. После отзыва барона Гейсмара с частью войск корпуса для штурма Варшавы полк действовал против мятежников на русско-прусской границе в отряде корпуса Ридигера под командованием принца Адама Вюртембергского, базируясь в Радоме.

### Русско-турецкая война 1853—1855 годов
В Восточной войне — под командованием полковника графа Крейца сперва на Дунае, а потом на Крымском полуострове. Был в сражениях при Балаклаве, Инкермане и Евпатории, у крымского села Чеботарей 11 октября 1855 года. За отличие в последнем Крейц был награждён золотой саблей с надписью «За храбрость».
В Инкерманском сражении — в Чоргунском отряде князя Горчакова. В бою на реке Чёрная — главный кавалерийский резерв.

### Польское восстание 1863—1864 годов
С 12 декабря 1863 года по 1 сентября 1864 года полк действовал против польских повстанцев в Люблинском воеводстве Царства Польского.

### Первая мировая война
С началом Первой Мировой войны полк переведён из Казани в 9-ю армию генерала Лечицкого Юго-западного фронта с назначением в конный корпус генерала Новикова. В его составе принял участие в обороне Польши и Галицийской битве.
Уже 11 августа каргопольцы — первыми из частей 5-й кавалерийской дивизии — вступили в бой с врагом у городка Нове-Място, что южнее Варшавы. При охране моста и бродов через реку Пилицу драгуны 1-го и 5-го эскадронов вступили в бой с напавшими на них германским кавалерийским полком и ротой самокатчиков. После ожесточённой перестрелки, продолжавшейся 2 часа 47 минут, каргопольцы кавалерийской атакой обратили германцев в паническое бегство. Противник потерял 15 человек убитым и 33 раненными. Кроме 11 пленных, стрелкового и холодного оружия, драгунам досталось 83 брошенных германскими самокатчиками велосипеда. В преследовании конного противника особо отличился корнет Борис Суханов, который у посёлка Одживул, что в 10 километрах к югу от Нове-Мяста, с помощью отнятого у одного из германских солдат карабина на полном скаку, преследуя четырёх вражеских кавалеристов, двух из них с лошадьми застрелил, а ещё двух — под угрозой оружия принудил к сдаче и доставил в часть.
Во время Галицийской битвы 1 сентября 1914 года полк, силами трёх нечётных эскадронов, отобрал у австрийцев захваченный ими польский город Сандомир. В этом деле особо отличился штабс-ротмистр Гутиев: во главе своего взвода он первым «на штыках» ворвался в неприятельские пехотные окопы, после чего также «на штыках» первым ворвался в неприятельские артиллерийские окопы, переколов орудийную прислугу и прикрытие. Захватил и удерживал австрийскую шестиорудийную батарею, отбив все контрактаки противника, вплоть до полного захвата полком всего города Сандомира, с изгнанием австрийцев за Вислу. При взятии Сандомира были захвачены многочисленные трофеи, а также — освобождены пленные и раненные чины Тульского пехотного полка.
За захват города без артиллерийской и пехотной поддержки, согласно статуту ордена святого Георгия, полк представил в Генеральный штаб документы для награждения полка Георгиевским штандартом.
С октября 1914 года полк действовал в Польше — в составе сводного конного отряда 1-й гвардейской кавалерийской дивизии, 5-й кавалерийской дивизии и Уссурийской отдельной конной бригады под началом генерал-лейтенанта Казнакова.
В начале апреля 1915 года 5-я кавалерийская дивизия была переброшена в Литву, где полк — прибыв на железнодорожную станцию Поневеж — немедленно в полковом конном строю, буквально «с колёс», атаковал находившуюся в нескольких верстах от города немецкую батарею, державшую город под обстрелом. По результатам успешной атаки, в частности, был представлен к Георгиевскому кресту III-й степени ефрейтор 6-го эскадрона Рокоссовский.
Эскадрон полка отличился 25 апреля 1915 г. в бою у Кракинова — атаковав 2 шволежерских эскадрона противника (в ходе боя был тяжело ранен и позднее скончался командир бригады Баварской кавалерийской дивизии генерал-майор Э. фон Крельсгейн). Отличился полк и в ходе майских боев.
В наступательном бою 5-й кавалерийской дивизии при захвате укреплённой позиции германцев у деревни Дрисвяты 15 сентября 1915 года ротмистр Каргопольского драгунского полка Адриан Козлов, идя во главе двух вверенных ему эскадронов Каргопольского драгунского полка, под сильным ружейным и пулемётным огнём противника в штыковом бою штурмом взял три линии германских пехотных окопов, после чего повернул вверенные ему эскадроны в тыл обороняющемуся противнику, чем способствовал общему успеху операции по освобождению Дрисвят силами 5-й кавалерийской дивизии.
5 марта 1917 года полк временно находился в тылу, был созван и перед конным строем полковник Дараган зачитал акт об отречении Николая II от престола. 11 марта полк присягнул Временному правительству.

## Расформирование полка
После Октябрьской революции практически весь личный состав полка самодемобилизовался. Оставшаяся часть в декабре 1917 вступила в ряды Красной гвардии, дав торжественное обещание прослужить не менее 6 месяцев. В конце декабря, снявшись с позиций у Западной Двины, полк был отправлен в тыл. Последней его стоянкой оказалась станция Дикая, недалеко от Вологды. 7 апреля 1918 года под руководством выборного командира, бывшего каптенармуса Андрея Иванькина, состоялось последнее собрание полкового комитета. В последнем его протоколе значатся следующие слова:
...Итак, Каргопольский полк, просуществовал около 211 лет, выйдя на грани абсолютизма и дойдя до грани социализма в эпоху полной хозяйственной разрухи и народного бедствия, умер. Слава и честь ушедшему в вечность славному Каргопольскому полку!...

## Гражданская война

### Каргопольский красногвардейский отряд
В 1918 году, ещё до официального расформирования полка, около сотни бывших каргопольских драгун вступили в Красную гвардию, образовав Каргопольский красногвардейский отряд, дислоцировавшийся в Вологде. Командиром отряда был выбран бывший унтер-офицер Адольф Юшкевич, его заместителем — Константин Рокоссовский. Отряд выполнял милицейские функции, пресекая беспорядки в Вологде, а затем в Галиче. 4 марта отряд силой подавил контрреволюционное восстание в Солигаличе. В конце марта отряд был отправлен на Южный фронт, а 19 июня — на Урал, где начался чехословацкий мятеж. В июле участвовал в боях под Екатеринбургом, а в августе — на Кунгурском направлении у Сылвенского завода. В середине сентября отряд, в котором осталось около сорока бойцов, объединили с конными Верхне-Исетским, Сылвенским и Латышским отрядами, образовав 1-й Уральский кавалерийский полк 3-й Уральской дивизии.

### Волжский драгунский полк
В сентябре 1918 года в Казани офицерами-каргопольцами Константином Нечаевым и Николаем Кокоша создан Волжский драгунский полк. Как и Казанский драгунский, при формировании полк получил обмундирование Каргопольского драгунского полка из тыловых запасов, находившихся в Казани в Каргопольских казармах. Отличительной чертой этого обмундирования были белые с зелёной выпушкой погоны рядовых чинов и унтер-офицеров. Под командованием полковника Нечаева полк влился в состав Волжской кавалерийской бригады Волжского корпуса В. О. Каппеля, командовать которой был назначен всё тот же Нечаев.

## Знаки отличия
- 6 апреля 1830 года — знаки на головные уборы с надписью: «За отличие». Пожалованы за подвиг 2-го дивизиона полка в сражении при Боелешти в войне с Турцией 1828-29 гг.
- 21 марта 1833 года — Георгиевские серебряные трубы «За Кацбах» и оригинальный Георгиевский штандарт Черниговского конно-егерского полка переданы с 3 и 4 эскадронами Каргопольскому драгунскому полку.
- 5 апреля 1834 года 4-му дивизиону Каргопольского драгунского полка пожалован зелёный Георгиевский штандарт с малиновыми углами и серебряным шитьем, с надписью: «За подвиги при Шенграбене 4 ноября / 1805 года в сражении 5-ти / тысячного корпуса с неприятелем, / состоявшим из 30000».
- 25 июня 1838 года 1-му, 2-му, 3-му и 4-му дивизионам пожалованы Александровские ленты. Все штандарты зелёные с золотым шитьем и белыми углами.
- 10 июня 1907 года пожалован простой полковой штандарт с надписью: «1707-1907», с Александровской юбилейной лентой.
- 1 сентября 1914 года — отправлено представление в Главный Штаб о награждении Георгиевским Штандартом за взятие города Сандомир.

## Георгиевские Кавалеры
В полку были воспитаны и/или служили следующие кавалеры Ордена Святого Георгия, его Знака, Медали и наградного оружия:
- Осип Беервиц — генерал-майор, в чине бригадира — командира Каргопольского карабинерного полка, командовал правой колонной корпуса генерала Германа при разгроме Батал-паши у Каменного брода на реке Кубань 30 сентября 1790 года. 25 марта 1791 года награждён чином генерал-майора и орденом св. Георгия IV-й степени.
- Василий Богушевский — генерал от кавалерии, герой Отечественной войны 1812 года — в которой служил в полку поручиком; 25 декабря 1833 года награждён орденом св. Георгия IV-й степени.
- Адольф Гельд — генерал-майор, герой Отечественной войны 1812 года и Заграничных походов; карьерный офицер полка — прослужил в нём 24 года. Майор Гельд особо отличился в сражении при Красном, где командовал дивизионом, захватившим батарею французских артиллерийских орудий — именно этот эпизод войны изображён на картине художника Самокиша «Атака Каргопольского драгунского полка на французскую батарею» и — на открытке, выпущенной в серии «К 100-летию Отечественной войны 1812 года». За этот бой был представлен к ордену св. Георгия, но получил лишь орден св. Анны II-й степени, тем не менее, 26 ноября 1816 года досрочно награждён по выслуге орденом св. Георгия IV-й степени.
- Роман Глазенап — генерал-майор, герой Отечественной войны 1812 года и Заграничных походов, награждён золотым оружием «За храбрость» в сражении под Полоцком, кавалер ордена св. Владимира III-й степени за бой при Боелешти, где командовал Каргопольским драгунским полком — за эту кампанию произведён в генерал-майоры, а 19 декабря 1829 года награждён по выслуге орденом св. Георгия IV-й степени.
- Иван Гринев — майор полка в Отечественной войне 1812 года; командир полка в 1815—1817 гг. За отличие 14 октября 1812 года в бою при Кубличах[95] во главе резервного эскадрона полка был 3 января 1813 года награждён орденом св. Георгия IV-й степени[96].
- Николай Гудович —генерал-лейтенант РИА, шеф полка, кавалер ордена св. Георгия IV-й степени.
- Александр Гутиев — полковник РИА, участник Гражданской войны на стороне Белого движения — командир 2-го Осетинского конного полка ВСЮР[97]. В чине штабс-ротмистра командовал захватом и удержанием австрийской 6-орудийной батареи на укреплённой позиции при освобождении Каргопольским драгунским полком города Сандомира 1 сентября 1914 года — первый в полку[98] кавалер ордена св. Георгия IV степени за Великую войну[99].
- Иван Загряжский — генерал-поручик, командир полка в 1779—1786 гг. Дед Натальи Пушкиной. За отличие при взятии Анапы награждён орденом св. Георгия III-й степени[100].
- Ксенофонт Квитницкий — командир полка в 1817—1819 гг. За отличие в Заграничных походах 13 марта 1814 года награждён орденом св. Георгия IV степени[101].
- Адриан Козлов — полковник, последний командир Александрийского гусарского полка, участник Гражданской войны на стороне Белого движения — командир Сводно-кавалерийского полка Гродековской группы войск Дальневосточной армии. Командовал двумя эскадронами полка в штыковой атаке при захвате укреплённой германской позиции у деревни Дрисвяты 15 сентября 1915 года, — Георгиевское оружие[102].
- Пётр Крейц — генерал от кавалерии. В Крымской войне, командуя полком в бою у села Чеботарей 11 сентября 1855 года, полковник Крейц заслужил золотое золотое оружие «За храбрость».
- Моисей Ланг — в службу вступил в 1764 году в Каргопольский карабинерный полк, командир полка, генерал-майор, герой войны против Барской конфедерации: за разбитие Каргопольским карабинерным полком отряда Барской конфедерации Пулавского при Радоме 19 октября 1771 года — IV степени[103].
- Владимир Масалитинов — генерал Персидской армии; за подвиг, совершённый в чине штабс-ротмистра полка в 1916 году — Георгиевское оружие[104].
- Фёдор Меллер-Закомельский — шеф полка в войнах Третьей и Четвёртой коалиций; за усмирение восстания Костюшко в 1792 году — IV-й степени[105].
- Иван Миронов —- командир Жандармского полка, тамбовский гражданский губернатор —- Золотое оружие, орден IV степени по выслуге досрочно.
- Иван Михельсон — генерал от кавалерии, «победитель Пугачёва»; премьер-майор полка в 1771—1772 гг.: «7-го июля 770 года при реке Ларге с эскадроном <…>, а потом в Польше при разбитии близ Варшавы и в других местах тамошних возмутителей и их маршалков, <…>» — III-й степени[106].
- Алексей Нелидов — в Великой войне продолжал числиться в составе полка Генерального штаба капитаном — IV степени.
- Константин Нечаев — в Великой войне — ротмистр 3-го эскадрона, будущий видный участник Белого Движения и Гражданской войны в Китае — IV степени[107][108]
- Ерофей Остен-Сакен — премьер-майор полка с 1779 по 1787 год; за подвиг в Русско-шведской войне 1788—1790 гг. 27 мая 1790 года награждён орденом IV степени.
- Павел Павлищев — командир полка, генерал-лейтенант, Герой Отечественной войны 1812 года, свояк Пушкина — награждён золотым оружием «За храбрость» и орденом IV-й степени.
- Пётр Пален — шеф полка, российский полковой, бригадный, дивизионный и корпусной командир, Герой Отечественной войны 1812 года, генерал от кавалерии — кавалер II-й — за вхождение первым в Париж, III-й и IV-й степеней, один из первых обладателей золотого оружия «За храбрость»[109].
- Григорий Паткуль — премьер-майор Каргопольского карабинерного полка: за отличие в бою при Добре — IV степени № 1[32][110].
- Иван Поль — шеф полка, российский полковой и бригадный командир, Герой Отечественной войны 1812 года, генерал-майор — III степени.
- Карл фон Рённе — командир полка, генерал-поручик: за разбитие Каргопольским карабинерным полком отряда Барской конфедерации при Добре 12 января 1770 года и захват 15 пушек — III степени № 2.
- Константин Рокоссовский — вступил в полк добровольцем с началом Первой мировой войны; 29 марта 1917 года произведён в младшие унтер-офицеры; Маршал Советского Союза с 1944 года — Знак отличия Военного ордена IV-й степени и Георгиевские медали II, III и IV степени.
- Густав Сталь (фон Шталь) — шеф Каргопольского драгунского полка в 1796—1797 годах, отец Карла и Казимира Сталей, — награждён орденом св. Георгия IV степени 14 апреля 1789 года.
- Казимир Сталь 2-й — майор, полковой командир Каргопольского драгунского полка в Отечественной войне 1812 года и Заграничных походах; 13 марта 1814 года за Фершампенуаз — IV степени.
- Карл Сталь 1-й — майор Каргопольского драгунского полка в Войне четвёртой коалиции; генерал от кавалерии, военный комендант Московского Кремля, сенатор Российской империи; 8 января 1807 года за Пултуск — IV степени.
- Борис Суханов — штабс-ротмистр Каргопольского 5-го драгунского полка, за подвиг в бытность корнетом полка в 1914 году в Польше — IV степени.
- Захар Танутров — полковой командир Новороссийского драгунского полка в Восточной войне, герой Кюрюк-Даринского сражения; прослужил в Каргопольском драгунском полку 39 лет и 2 недели — IV-й степени[111].
- Иван Тюленев — начал службу рядовым в 1-м эскадроне, к 1917 году дослужился до прапорщика. Генерал армии с 1940 года — Полный георгиевский бант.
- Пётр Шепелев — сверхкомплектный бригадир полка, генерал-поручик и сенатор Российской Империи; за отличия в боях против сторонников Барской конфедерации — IV-й степени.

## Шефы
- 07.07.1707—08.02.1708 — глава Монастырского приказа Мусин-Пушкин, Иван Алексеевич
- 25.04.1762—05.07.1762 — генерал-майор Берг, Максим Васильевич
- 03.12.1796—11.10.1797 — генерал-майор фон Шталь, Густав Фёдорович
- 11.10.1797—18.09.1800 — генерал-майор (с 27.09.1799 генерал-лейтенант) Гудович, Николай Васильевич
- 18.09.1800—20.03.1801 — генерал-майор граф фон дер Пален, Пётр Петрович
- 20.03.1801—24.08.1806 — генерал-майор барон Меллер-Закомельский, Фёдор Иванович
- 24.08.1806—05.10.1806 — полковник Воинов, Григорий Саввич
- 05.10.1806—05.11.1808 — генерал-майор барон Меллер-Закомельский, Фёдор Иванович
- 05.11.1808—01.09.1814 — генерал-майор Поль, Иван Лаврентьевич
- 09.09.1842—18.01.1892 — великий князь Константин Николаевич

## Командиры
- 07.07.1707 — 08.02.1708 — исправляющий дела командира полка подполковник Болтин, Иван Васильевич.
- 08.02.1708 — 11.04.1709 — полковник французский иноземец Морель де ла Карьер, Андрей Иванович
- 11.04.1709 — 19.06.1722 — полковник Болтин, Иван Васильевич[112]
- xx.xx.1722 — xx.xx.1726 —
- xx.xx.1726[113] — xx.xx.1728[114] — полковник Функ (фон Функин)[115]
- xx.xx.1728 — xx.xx.1739 —
- xx.xx.1739 — 12.02.1741[116] — полковник Бриммер, Иван Андреевич
- xx.xx.1741 — 04.04.1748[117] — полковник Греков, Степан Максимович[118]
- xx.xx.1748 — xx.xx.1765 —
- xx.xx.1765[119] — xx.xx.1769[120] — полковник Гурьев, Василий[115][121]
- 03.06.1769 — 17.03.1774 — полковник фон Рённе, Карл Иванович
- 17.03.1774 — xx.xx.1779 — полковник Ланг, Моисей Петрович
- xx.xx.1779 — 22.09.1786 — полковник (с 21.04.1784 бригадир) Загряжский, Иван Александрович[122]
- 21.01.1788[123] — 20.06.1791 — полковник (с 21.04.1789 бригадир; с 25.03.1791 генерал-майор)[124] барон Беервиц, Иосиф Фёдорович
- 20.06.1791[125]— xx.xx.1796 — полковник Тараканов, Дмитрий Михайлович
- 28.06.1796 — 09.03.1797 — полковник Лаба, Николай Осипович
- 09.03.1797 — 14.10.1797 — полковник Каховский
- 31.03.1798 — 21.07.1800 — майор (с 29.03.1799 подполковник, с 17.03.1800 полковник) Ливен, Максим Вильгельмович
- 18.09.1800 — 15.03.1801 — полковник Лыков, Павел Александрович
- 15.03.1801 — 20.03.1801 — генерал-майор барон Меллер-Закомельский, Фёдор Иванович
- 13.04.1801 — 30.11.1802 — полковник Лыков, Павел Александрович
- 30.11.1802 — ранее 23.03.1803[126] — полковник граф Стенбок, Иван Яковлевич
- 14.04.1807 — 02.12.1810 — подполковник (с 12.12.1807 полковник) Фалк, Карл Евстафьевич
- 04.08.1811 — 01.06.1815 — майор (с 10.03.1813 подполковник) Сталь, Казимир Густавович
- 01.06.1815 — 15.05.1817 — подполковник (с 30.08.1816 полковник) Гринев, Иван Венедиктович
- 15.05.1817 — 01.01.1819 — полковник Квитницкий, Ксенофонт Фёдорович
- 22.01.1819 — 22.08.1826 — полковник (с 22.08.1826 генерал-майор) Суковкин, Петр Лаврович
- 16.09.1826 — 27.06.1831 — полковник Глазенап, Роман Григорьевич
- 27.06.1831 — 06.12.1833 — полковник Эмме, Александр Иванович.
- 06.12.1833 — 15.04.1838 — полковник Павлищев, Павел Иванович
- 09.06.1838 — 09.07.1847 — полковник (с 06.12.1846 генерал-майор) Барк-Петровский, Иван Петрович
- 09.07.1847 — 12.06.1852[127] — полковник (с 30.03.1852 генерал-майор) барон Унгерн-Штернберг, Владимир Карлович
- 11.07.1852 — 23.04.1861 — полковник граф Крейц, Пётр Киприанович[128]
- 26.04.1861 — 23.03.1866 — полковник Набель, Антон Андреевич[129]
- до 01.10.1866 — xx.xx.1869 — полковник Курзаков, Валериан Петрович[130]
- xx.xx.1869 — 01.01.1878[131] — флигель-адъютант полковник барон фон Оффенберг, Генрих Генрихович[132][133]
- 11.01.1878 — 27.10.1883 — полковник граф фон Медем, Иван Петрович[132]
- 27.10.1883 — 17.03.1892 — полковник Добромыслов, Александр Петрович[134]
- 18.03.1892 — 07.11.1894 — флигель-адъютант полковник Пашков, Михаил Алексеевич
- 17.11.1894 — 25.11.1896 — полковник фон Баумгартен, Леонтий Николаевич
- 02.12.1896 — 14.12.1899 — полковник Рутковский, Пётр Константинович
- 28.01.1900 — 04.09.1903 — полковник Зарубин, Николай Александрович[135]
- 20.09.1903 — 05.12.1910 — полковник Лавров, Евграф Евграфович[136]
- 07.12.1910 — 21.01.1915 — полковник (с 14.04.1913 генерал-майор) Илляшевич, Евгений Валерианович[137]
- 24.01.1915 — 14.11.1916 — полковник Петерс, Константин Карлович[138]
- 28.11.1916 — xx.xx.1917 — флигель-адъютант полковник Дараган, Пётр Михайлович[139]
- xx.xx.1917 — xx.xx.1918 — старший унтер-офицер Иванькин, Андрей Михайлович (председатель полкового комитета)[140]

## Кони, вооружение и форма
На 1 августа 1914 года:
Масть полковых лошадей — рыжая: от самых светлых в 1-м эскадроне, до самых тёмных — в 6-м. Вооружение полка — стандартное драгунское: драгунская винтовка образца 1891 года, пристреливавшаяся со штыком; драгунская шашка образца 1907 года с креплением для штыка на ножнах унтер-офицеров и нижних чинов; револьвер Нагана образца 1895 года — офицерская и солдатская модели. Парадный мундир — зелёного цвета образца 1909 года; бриджи кавалерийские синего цвета. Погоны офицерские — золотые; унтер-офицеров и нижних чинов — белые с зелёной выпушкой и шифром полка. Полевая и зимняя форма — общая для кавалерийских частей РИА.